# 山田スミ子
山田 スミ子（やまだ スミこ、1945年〈昭和20年〉5月25日 - 2019年〈平成31年〉2月12日）は、日本の女優。本名：山田 壽美子。身長155cm、血液型はO型。趣味はゴルフと英語。特技は日舞（深水流）。兵庫県西宮市出身。神戸海星女子学院高等学校卒業。オールウェイズ所属。元吉本興業所属。

## 人物・来歴
幼い頃から劇場や映画館に良く連れられて出入りしていたことで、いつの間にか女優になりたいと夢見るようになったという。その幼い頃から子役として宝塚映画製作所などで活動。
学生だった1963年頃より吉本新喜劇へ出演し、1968年4月に吉本新喜劇へ入団。花紀京や岡八郎のマドンナ役を務め、1982年頃までレギュラー出演し、初の女座長も務めた。1982年には、第11回上方お笑い大賞金賞を受賞。
『あっちこっち丁稚』での「あかんて言うてんのが、分からへんのんか〜!」「あかん言うてますのに、どないやねんな〜!」などとヒステリックなセリフを言い放ち、前田五郎をビンタするネタが定番だった（その際、木村明が赤い褌姿で舞台を平泳ぎしながら走り抜けるというシュールな演出も番組の名物となる）。また、夏休みには、木村が赤い褌の子どもたちを従えて登場する演出も名物となっていった。
いわゆる「キレる芸風（キレ芸）」は、未知やすえに受け継がれていくことになる。
新喜劇時代には「山田が大声を張り上げると周りの役者がコケる」というギャグもあった。
『やすきよ笑って日曜日』では、やすしの妻役として出演し、持ち前のツッコミ芸で圧倒。これが縁で『ザ・テレビ演芸』のアシスタントとして、病気療養中だった堀江しのぶのピンチヒッターも務めた。
新喜劇退団後は東京の事務所に所属して活動。長年、『家政婦は見た!』にレギュラー出演していた。
2019年2月12日、直腸がんのため死去。73歳没。生涯独身であった。最後の出演は2018年8月、大阪・新歌舞伎座に行われた舞台「コロッケ特別公演」であった。
社団法人映像コンテンツ権利処理機構においては不明権利者とされている。

## 出演

### テレビドラマ
NHK
- 連続テレビ小説
  - よーいドン（1982年） - 石田とめ 役
  - 心はいつもラムネ色（1984年） - 中村春代 役
  - 和っこの金メダル（1989年） - 深見はる 役
  - 芋たこなんきん（2007年） - 片桐婦長 役
  - カーネーション（2012年） - 相川節子（総婦長） 役
- 人生はフルコース（2006年）
- 介護エトワール（2007年） - 西田さん 役

日本テレビ
- 愛情物語（1992年、読売テレビ）
- 二十四の瞳（2005年）
- 喰いタン 第2シリーズ（2007年） - 園田くらら 役
- 正義の味方（2008年） - 稲田事務次官 役
- トッカン 特別国税徴収官（2012年） - 堺美智子 役
- 火曜ドラマゴールド
  - 「美貌のメス 脳神経外科医・津山慶子」（2007年） - 津山加代 役

TBS
- 大岡越前 第11部 第12話「拾った財布が落とし穴」（1990年） - おかつ 役
- 水戸黄門 第28部 第19話「千両箱で町おこし」（2000年） - おせい 役
- ヨイショの男（2002年） - 大熊佐代子
- エ・アロール それがどうしたの（2003年） - 小西由美子 役
- あなたの人生お運びします!（2003年）
- よい子の味方（2004年） - 三崎銀子 役
- 新・天までとどけ（2004年）
- ほーむめーかー（2004年） - 大久保加代 役
- 聞かせてよ愛の言葉を（2005年） - えり子
- 赤い運命（2005年）
- 嫌われ松子の一生（2006年） - 遠藤和子 役
- みこん六姉妹（2006年、中部日本放送） - 菅原道代 役
- こどもの事情（2007年） - 片岡絹代 役
- 家に五女あり（2007年） - 団美枝 役
- 京都へおこしやす!（2008年） - 梅千代 役
- ナツコイ（2008年、毎日放送） - 大里富子 役
- 三つの月（2015年） - 神谷照子 役
- 月曜ミステリー劇場
  - 「早乙女千春の添乗報告書」（1998年） - 石田美智代 役
  - 「上条麗子の事件推理」（2004年） - 大滝ハル 役
- 月曜ゴールデン
  - 「女取調官」（2011年 - 2016年） - 水木千代子 役

フジテレビ
- 大奥（1983年、関西テレビ） - おはる 役
- 月曜ドラマランド「のんき君」（1984年）
- 阪急ドラマシリーズ / ママ聞いてよ（1984年）
- 京都サスペンス「京都の祭りに人が死ぬ・鞍馬の火祭」（1988年10月、KTV系・東映）
- 料理少年Kタロー（1991年、関西テレビ） - 鹿野敬子 役
- はるちゃん（2002年、東海テレビ） - 桂木典子 役
- 大奥（2003年） - 「島田屋」の女将 役
- あゝ離婚式（2004年）
- 悪魔が来りて笛を吹く（2007年） - 「三春園」の女将 役
- 金曜エンタテイメント
  - 「赤い霊柩車シリーズ14」（2001年） - 山口和枝 役
  - 「十津川警部夫人の旅情殺人推理」（2003年）
- 金曜プレステージ
  - 「ひみつな奥さん」（2007年） - 本条夕子 役
  - 「奥様は警視総監」（2009年） - 木下杏子 役
  - 「ヤバい検事 矢場健〜ヤバケンの暴走捜査〜」（2013年） - 三枝美鈴 役

テレビ朝日
- 家政婦は見た!（1990年 - 2008年） - 吉野よしの 役
- 子連れ狼 (北大路欣也版)（2002年） - 乳母・むら 役
- 7人の女弁護士 第1シリーズ（2006年） ‐ 加川初代 役
- おみやさん 第6シリーズ（2008年） - 杉田真由美 役
- 科捜研の女 第14シリーズ（2014年） - 久世寿美子 役
- 土曜ワイド劇場
  - 「森村誠一の終着駅シリーズ」（2003年）
  - 「フリー女子アナの殺人リポート1」（2004年） - 広田房江 役
  - 「タクシードライバーの推理日誌20」（2005年） - 山田清美 役
  - 「温泉若おかみの殺人推理」（2008年） - 「永芳閣」の女将 役
  - 「温泉 (秘) 大作戦」（2008年）
  - 「タクシードライバーの推理日誌26」（2010年） - 谷畑千江 役
  - 「終着駅シリーズ」（2014年） - 田宮節子 役

テレビ東京
- 水曜ミステリー9
  - 「指紋捜査官・塚原宇平」（2005年） - 早川敏江 役
  - 「北アルプス山岳救助隊・紫門一鬼」（2006年） - 節子ママ 役
  - 「捜査検事・近松茂道」（2007年） - 池内節子 役
  - 「さすらい署長 風間昭平」（2007年） - 太田和子 役
- かりゆし先生ちばる!（2009年） - 仲間ユズ（ユズばぁ） 役
- ここが噂のエル・パラシオ（2011年） - 田中明子 役
- 刑事吉永誠一 涙の事件簿（2013年） - 花木雅恵 役

WOWOW
- 長い長い殺人（2007年） - 高井和子 役

### 映画
- テキヤの石松（1976年） - ユキ 役
- 唐獅子株式会社（1983年） - 女看守長A 役
- 必殺! III 裏か表か（1986年） - おしの 役
- 夢見通りの人々（1989年） - 友子 役[13]
- 大阪パチンコ物語 浪花の勝負師（1992年）
- 虹をつかむ男（1996年） - お遍路のおばさん 役
- 岸和田少年愚連隊（1996年）
- 千の風になって (映画)（2004年）
- スパルタの海（2005年）
- 難波金融伝・ミナミの帝王Vol.59 仕組まれた結婚（2006年）
- 酒井家のしあわせ（2006年） - 酒井照美の母 役
- 手紙（2006年）
- I am 日本人（2006年）
- イヌゴエ 幸せの肉球（2006年）
- 秋深き（2008年） - 寺田悟の母 役
- ポストマン（2008年）
- ジェネラル・ルージュの凱旋（2009年）
- いけちゃんとぼく（2009年）
- ニワトリ★スター （2018年） - 雨宮草太の母 役

### CM
- ヤマヒサ（1984年）
- 人形の熊野（1986年）
- 花王 薬用石鹸
- サントリー

### 舞台
- 氷川きよし特別公演「銭形平次 −きよしの平次 青春編−」（2011年6月21日-30日、明治座） - お類 役